# Claude-Jacques Herbert

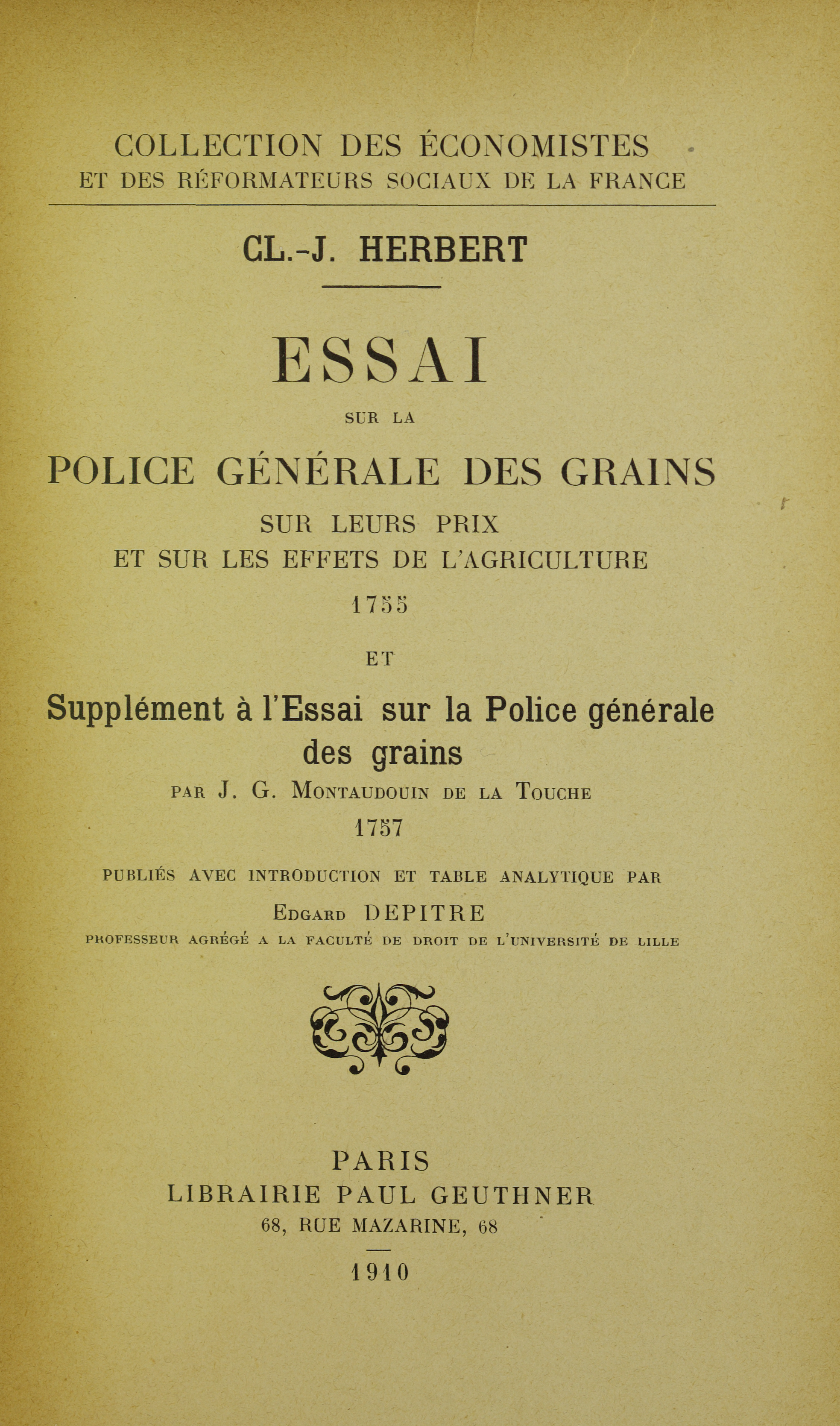
Essai sur la police générale des grains, edição de 1910

Claude-Jacques Herbert (1700 — 1758) foi um economista francês.

## Obras
- Essai sur la police générale des grains, sur leurs prix et sur les effets de l'agriculture. Col: Collection des économistes et des réformateurs sociaux de la France (em francês). Paris: Paul Geuthner. 1910 [1755]
- Discours sur les vignes (em francês). Dijon & Paris: Pissot. 1756